# Szpetkowate
Szpetkowate (Taphrinaceae Gäum.) – rodzina grzybów z klasy szpetczaków (Taphrinomycetes).

## Systematyka
Pozycja w klasyfikacji według Index Fungorum: Taphrinales, Taphrinomycetidae, Taphrinomycetes, Taphrinomycotina, Ascomycota, Fungi.
Według aktualizowanej klasyfikacji Index Fungorum bazującej na Dictionary of the Fungi do rodziny tej należą rodzaje:
- Protomyces Unger 1833
- Protomycopsis Magnus 1905
- Taphridium Lagerh. & Juel 1902
- Taphrina Fr. 1815 – szpetczak
- Volkartia Maire 1907[2].

Nazwy naukowe na podstawie Index Fungorum Nazwy polskie na podstawie opracowania Grzyby..